# Carlo Payer
Carlo Payer (né à Milan le 4 janvier 1890 et mort à une date inconnue) est un footballeur italien, qui évoluait au poste de milieu de terrain.

## Biographie
Il est connu pour avoir fait partie des joueurs qui remportèrent le premier scudetto de l'histoire du club de l'Inter Milan, seulement deux ans après sa création, lors de la saison 1909-1910. Milieu central pouvant évoluer en pointe, il est un des joueurs clés de ce premier titre milanais.
À la fin de la saison 1911-1912, il laisse le club nerazzurro, et quitte la Lombardie pour le Piémont voisin et le club turinois de la Juventus. À Turin, il est connu sous le nom de Payer I, pour le différencier d'Antonio Payer, dit Payer II. Il y fait ses débuts contre le Libertas Milano le 12 octobre 1913 lors d'une victoire 3-1, puis son dernier match contre le Genoa CFC le 21 juin 1914 lors d'une défaite 4-1. Lors de son unique saison bianconera, il inscrit 6 buts en 21 matchs.

## Palmarès
Inter Milan
- Championnat d'Italie (1) :
  - Champion : 1909-10.